# ビービー・ハーヌム・モスク
ビービー・ハーヌム・モスク (ラテン文字:Bibi-Khanum Mosque、ペルシア語: مسجد بی بی خانم、ウズベク語: Bibi-Xonum machiti / Бибихоним жоме масжиди、ビビ・ハヌム・モスクとも表記) はウズベキスタンのサマルカンドにあるモスクである。モスクの名前は14世紀にサマルカンドを支配したティムールの妻の名前より採られている。

## 特徴

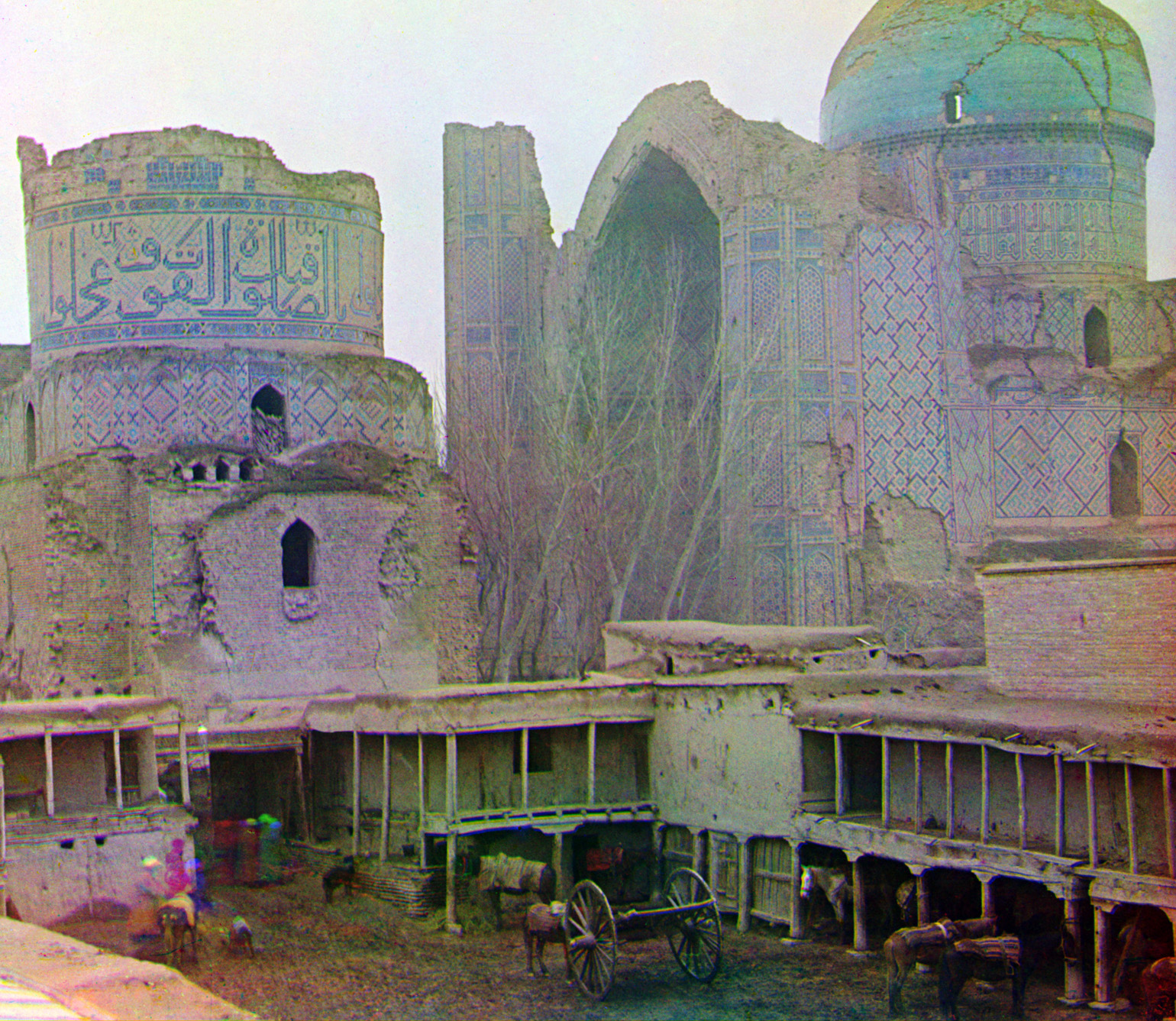
1905年から1915年までの間に、カラー写真の先駆者であったセルゲイ・プロクジン＝ゴルスキーにより撮影された写真、1897年の地震によるモスクの崩壊の跡が見られる。

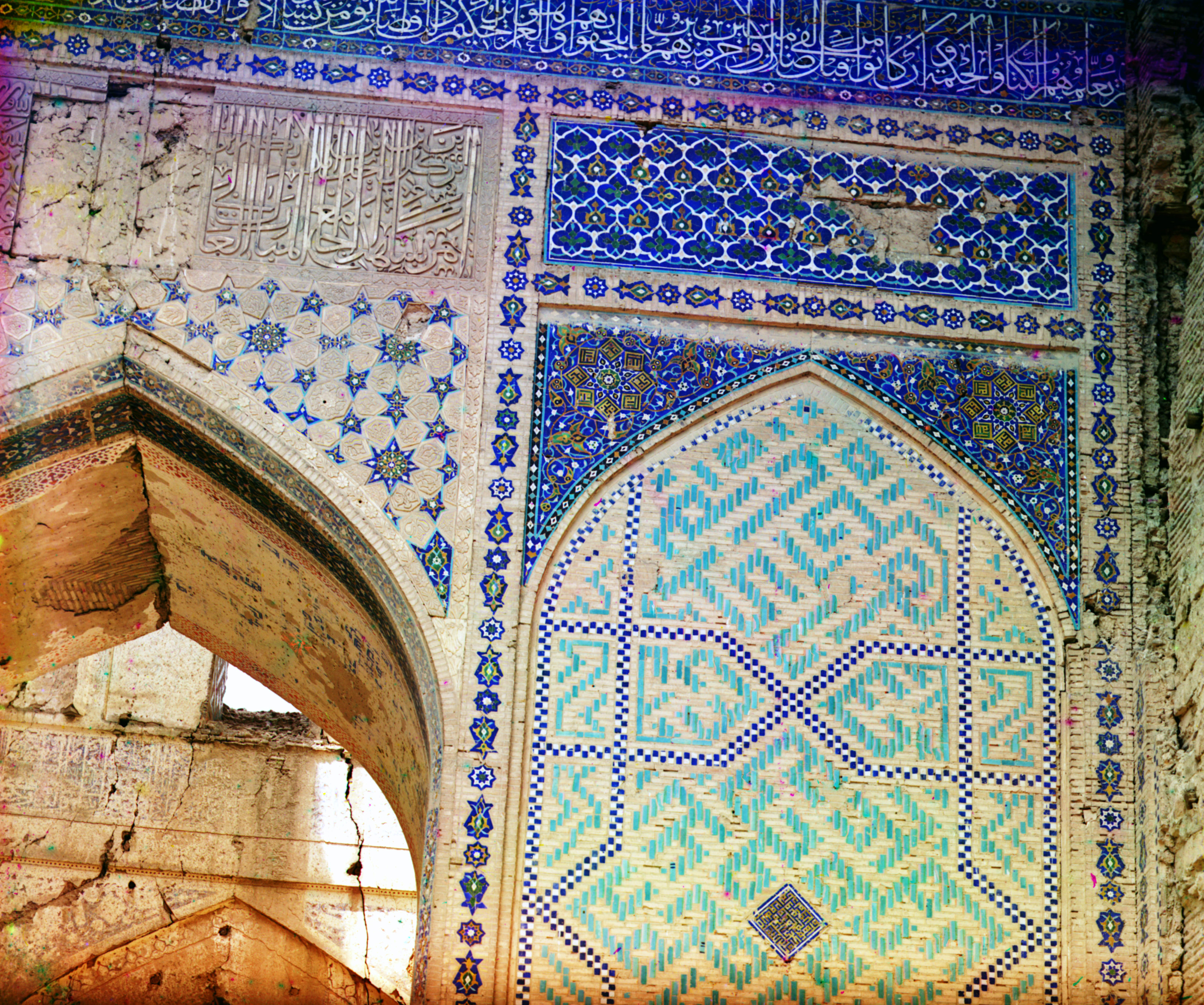
ゴルスキーにより撮影された当時のモスクの外壁

外壁 (この写真を参照) は高さ167m、幅109mである。
モスクのクーポラの高さは40mであり、入口部分の高さは35mである。中庭には大理石による大規模なクルアーンのスタンドがある。モスクの屋根はインドから運ばれたという480本の石柱によって支えられている。

## 歴史

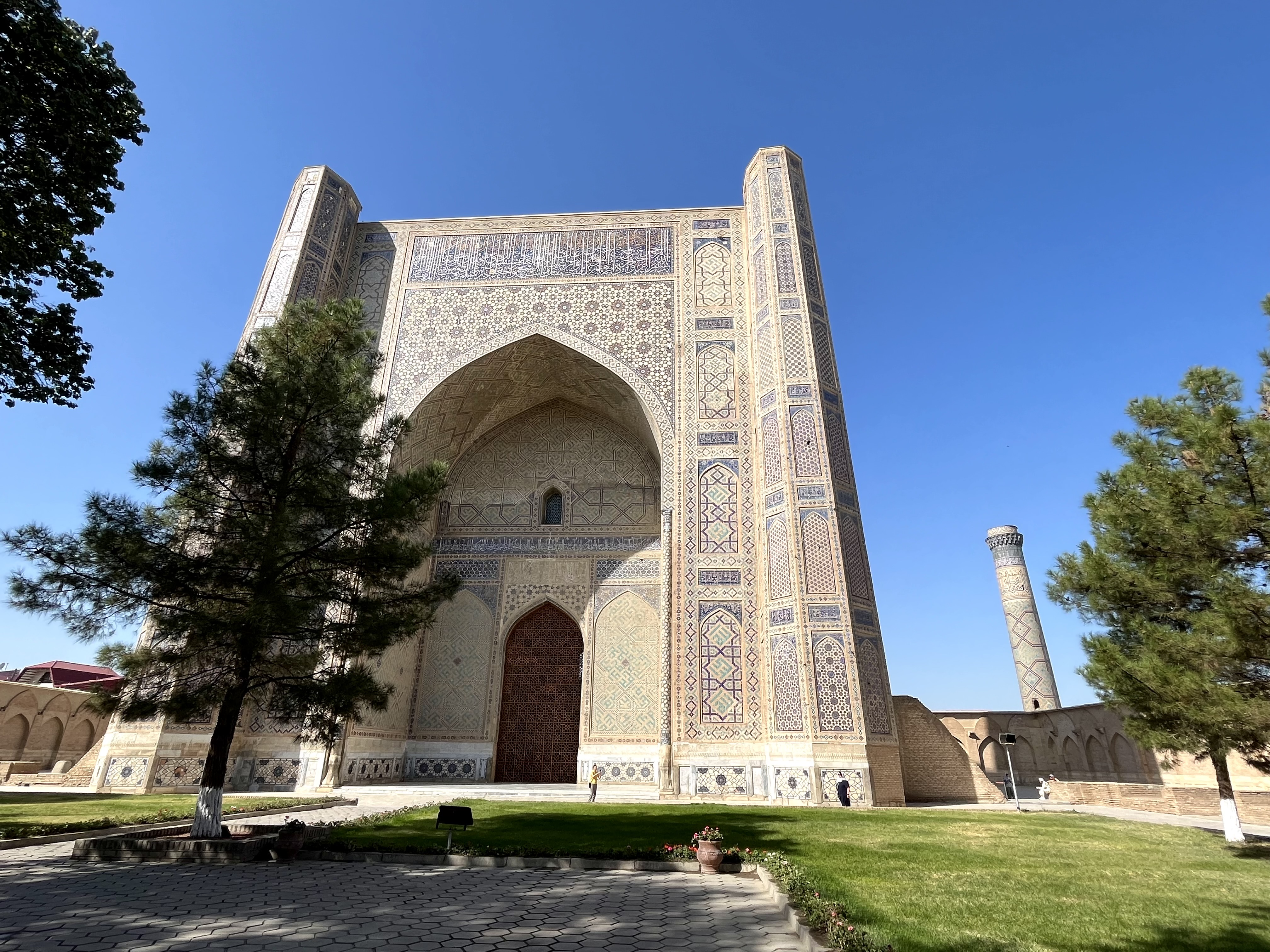
モスクのドーム部分の高さは40mに達する。

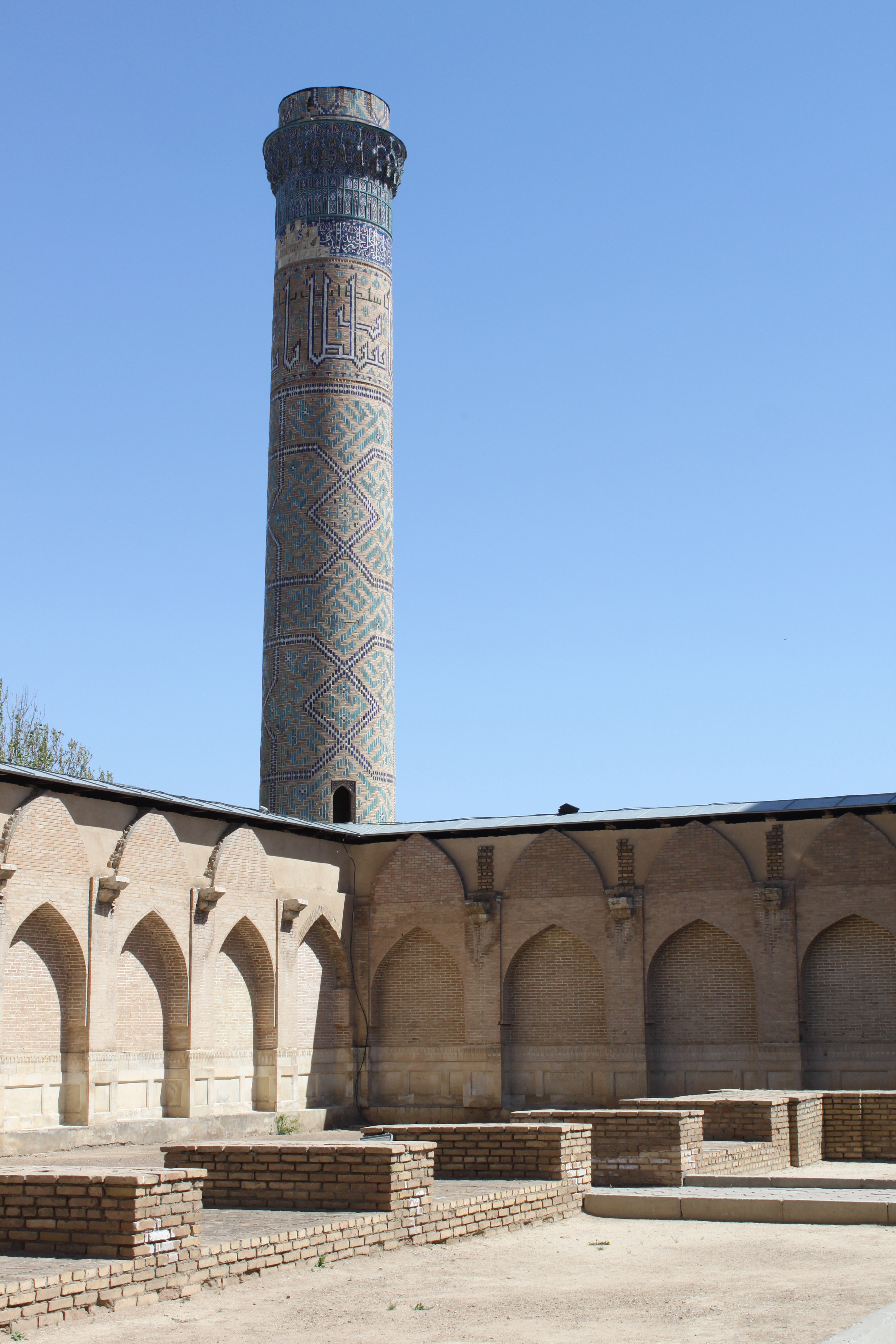
モスクのミナレット

ティムールによるインド遠征後の1398年、フィールーズ・シャー・トゥグルクがデリーに建てたモスクであるフィールーズ・シャー・コトラに感動した彼は、新たに首都と定めたサマルカンドに大規模なモスクの建設を命じた。
モスクはインド征服の際に持ち帰った貴石を使用して建設された。ティムール朝時代にこの地を訪れ後に「中央アジア旅行記」を著したイベリア半島のカスティリャ王国から使節として訪れた騎士であるルイ・ゴンザレス・デ・クラビホによると、モスク建設に使用する貴石を運ぶために98頭の象を使用し、ティムール本人の立会いのもとモスクは1404年から1405年の間に完成したとされている。しかし、ティムールは入り口の門のイーワーンの高さが気に入らず、直ちに立て直しを命じた。ティムールの死後、モスクは次第に使用されなくなり、何世紀もの後には砕けて廃墟と化していた。この原因としては、当時の技術からすると急速な造成を行ったためだとされている。1897年に起きた地震によりモスクは部分的にではあるが崩壊した。
1974年、ウズベク・ソビエト社会主義共和国政府はモスクの再建を始めた (この写真を参照)。しかし現在のモスク (未完成) は事実上新しく造成されたモスクであり、以前のモスクの跡は残っていない。一方、ビービー・ハーヌム・モスクの付近で開催されているシヨブバザール (写真を参照) は600年前に以前のモスクが建設された当時と全く変わらない賑わいを見せている。

### 書籍
- 羽田正『モスクが語るイスラム史』中央公論社〈中公新書〉、1994年。ISBN 4-12-101177-5。

### 論文
- 宮原辰夫「北インドにおけるイスラーム諸王朝とその建築物： デリー・スルターン朝末期とムガル帝国初期を中心に」『文教大学国際学部紀要』第26巻第1号、文教大学、2015年7月、85-117頁、CRID 1050001338027039488、ISSN 0917-3072。